# Бобоедов, Владимир Васильевич
Владимир Васильевич Бобоедов (1787—1866) — уездный и губернский предводитель дворянства Нижегородской губернии, коллежский асессор, член правления Государственного Ассигнационного банка.
Из дворян Бобоедовых Нижегородской губернии.

## Биография
Православный. По определению дворянского депутатского собрания внесён в VI часть дворянской родословной книги Нижегородской губернии (21 декабря 1800). Воспитание получил в благородном пансионате при Императорском московском университете и по окончании пансионата, при выпуске получил от университета за отличные успехи в науках степень — Студента (1803). В службу вступил в московский почтамт с чином коллежского регистратора (1805). Произведён в губернские секретари (1808). Уволен из почтамта (1809). Поступил в правление Государственного Ассигнационного банка (1809-1810). Поступил в Малороссийский почтамт (1810-1814). Произведён в коллежские секретари (1812). Поступил в канцелярию 3-го округа путей сообщений (1814). Определён в департамент Министерства юстиции (1819-1821). Пожалован в титулярные советники (1820). Уволен из Министерства юстиции по болезни (1821), с чином коллежского асессора. Дворянством Курмышского уезда избран уездным предводителем дворянства (1829-1832). Судья Совестного суда Симбирской губернии (с 25 ноября 1832-1835). Избран членом и казначеем комитета, учреждённого Высочайшим соизволением, для сооружения памятника Российскому историографу Н.М. Карамзину (1833-1835). Вторично избран Курмышским уездным предводителем дворянства (1844), и по прошению освобождён от должности в том же году.
Избран и Высочайше утверждён в должности губернского предводителя дворянства Нижегородской губернии (23 февраля 1852) и по болезни освобождён от должности (24 февраля 1854). Благотворитель, внёс из собственных средств от доходов Александровского дворянского банка 7.000 рублей на обеспечение семейств нижних чинов, призванных вновь на службу (15 сентября 1853).
Владел родовыми имениями в губерниях: Саратовской, Симбирской и Нижегородской с общим количеством крепостных крестьян 549 человек обоих полов.
Скончался († 19 августа 1866).